# Radio YSKL
Radio YSKL conocida como La Poderosa, es una emisora de radio salvadoreña que transmite diferentes programas a nivel nacional (104.1 FM, 770 AM) e internacional (a través de distintas plataformas), principalmente de noticias (dirigidos por el Centro de Noticias KL)  y de deportes (como "Gol de KL"). Por su trayectoria, historia, e incidencia en el país, Radio YSKL es considerada una de las radios más importantes de El Salvador. La cual pertenece a Corporación YSKL, y que también es propietaria de otras radios nacionales como Radio Plus FM y Cool FM, y otras de emisión local.

## Historia
En 1954 un grupo de jóvenes empresarios salvadoreños concibió la idea de crear una estación de radio diferente, una novedad respecto a la radiodifusión salvadoreña de aquella época ampliando su contenido a mayor entretenimiento, especialmente mediante la transmisión de música.
Manuel Antonio Flores Barrera (fallecido en 2006) junto con Ernesto Gamero (ingeniero), Rafael Orantes, Óscar Tario, Rafael Vanegas, Sigifrido Munés (publicista) y Chavalín Peralta (médico), aunque para Sigfrido Munés, los fundadores fueron solamente Manuel Flores Barrera, Ernesto Gamero, Rafael Orantes y él, fundaron YSKL Radio Universal, cuya primera transmisión se efectuó el 7 de mayo de 1956 en el antiguo local ubicado en la 4.ª calle Oriente #528 con un transmisor de 1000 watts de potencia. Comenzó con plantas repetidoras en San Miguel, Usulután, Sonsonate y Santa Ana. La del sonido de oro, uno de los nombres con el que se conoció en sus primeros años, fue autorizada originalmente para la frecuencia de 760 kHz en AM, aunque posteriormente modificada a 700 kHz debido a la interferencia que provocaban en aquella época las radios mexicanas.
El tema de apertura en la primera transmisión radiofónica fue el tema de la película de 1954 La condesa descalza compuesta por Mario Nascimbene.
En el año 1956 YSKL, junto con la radio YSS, creó un programa enmarcado en una campaña de alfabetización.
Para el 58, Narciso Hidalzo Zeledón mantenía un programa con información deportiva, y el técnico que mantenía el cuidado de los equipos era Pepe Bajerano.
Ese mismo año se emitía el programa noticioso "Mediodía", el cual era conducido por el Dr. Oswaldo Escobar Velado y tenía como redactores y reporteros a Roque Dalton, Roberto Cea y Jorge Campos.
Fue clausurado por presiones del presidente José María Lemus por las críticas vertidas al régimen en el programa.
El día que los locutores se despidieron dijeron: "y esta será nuestra última emisión porque por orden del Director General de la Policía Nacional será clausurado este noticiero, y se nos acaba de informar que a la puerta de esta estación hay dos policías esperando capturarnos".
La denuncia hecha a través de los micrófonos evitó que los locutores fueran arrestados en esa ocasión.
Ese mismo año nació el programa "Informativo Universal".
Para el año 1959, la radio lanzó el programa "Dos días de la semana con los éxitos de la temporada", y mantenía el programa musical "Bernal y la Marimba", conducido por Roberto Flores Bernal.
Empezó a incorporar temas como: "Quiéreme Mucho", "Pancho López" y "Vereda Tropical", pertenecientes al álbum "El órgano que habla", del músico Hill Olvera, los cuales fueron de gran popularidad entre la audiencia siendo solicitados entre veinte y treinta veces al día.
En la década del 60, la radio tenía algunos programas noticiosos, como "Informador KL", bajo la responsabilidad de los periodistas José Napoleón González y Candelario Rivera Amaya, el cual fue cancelado a los veinte días.
En el 65 surgió "Radio Informaciones KL", conducido por Rodolfo Vásquez, con la colaboración de Adela Ponce Tenorio de Gálvez Ayala. Cuando Vásquez se retira un año después, el noticiero sigue en funcionamiento bajo la dirección de Adela y los periodistas José Rubén Saavedra, Rubén Gálvez Ayala y Francisco Cruz Revelo.
A partir del 1 de julio de 1967, el noticiero pasó bajo la responsabilidad de Antonio Velado Rodas. 
Esa misma década, la radio creó la editorial "Sentir y Pensar de Radio Informaciones KL", que ahora lleva el nombre "Así Pensamos", cuyo cambio fue efectuado por Raúl Beltrán Bonilla. También creó las secciones "Operación Verdad" y "El Correo KL del Soldado" en el marco de la guerra con Honduras de 1969.
Para la década de 1970, la radio creó la sección especial "Martillando", en la que se efectuaban campañas especiales en beneficio de las comunidades.
Según Raúl Beltrán Bonilla, el origen del programa "Gol de KL" se encuentra en las eliminatorias del Mundial de México 70, cuando la radio cubrió el partido clasificatorio de la selección salvadoreña ante Haití el 8 de octubre de 1969 mediante un sistema de radioaficionados. La idea de utilizar los radioaficionados fue de Rosalío Hernández Colorado, y significó el punto de partida del programa.
Los fundadores del programa fueron: Guillermo Antonio Hernández, conocido como "Albertico", Rafael Antonio Rodezno, Hugo Adiel Castro, Ángel Orlando Ochoa, Mario Aguilar Zelaya, Dagoberto Marroquín, y en la parte comercial: Oscar del Cid. Después se incorporaron Francisco Brizuela Flores, Carlos Alberto Osorio y Mario Edgardo Alfaro.
Los periodistas que cubrieron la Copa del Mundo fueron Carlos Alberto Osorio y Hugo Adiel Castro.
El 17 de julio de 1972, la radio YSKL, junto con otras emisoras de Centroamérica (Radio Fabulosa, Guatemala; HRN, Honduras; Estación X, Nicaragua (sustituida luego por Radio Corporación); Radio Monumental, Costa Rica; y a mediados de 1973, Radio Milla Cadena Nacional, Panamá), dieron vida a SERCANO (Servicio Centroamericano de Noticias), un canal abierto de Microonda, desde Guatemala hasta Panamá, donde se daban las noticias más importantes de cada país.
En 1973, la radio inaugura su servicio de teletipo "D.P.A." de la Agencia Alemana de Noticias. En el 74 adquiere el de LatinReuter.
Para 1975, el personal de la radio estaba organizado de la siguiente manera:
| Gerente                             | Manuel Antonio Flores Barrera |
| ----------------------------------- | --- |
| Director                            | René Alfonso Lacayo |
| Gerente de ventas                   | Miguel Ángel Molina Lobato |
| Director de Noticias                | Antonio Velado Rodas |
| Jefe de Personal                    | Cruz Calderón Rivera |
| Jefe de Relaciones Públicas         | Gloria Natalia Cárcamo |
| Jefe de Plantas                     | Óscar Tario |
| Locutores comerciales y de noticias | Arístides Pineda José Antonio Guerrero Mario Chávez Mélida Guadalupe Avilés José Roberto Reyes Zúñiga Mauricio Morataya Ivonne Elizabeth Yánez Moreira Alfredo Aguilar Umaña |

Para esa época, la radio mantenía programas deportivos como:
| KL Deportes                      | Conducido por Rosalío Hernández Colorado, Ernesto Aparicio y José Roberto Aquino.                                                             |
| -------------------------------- | --- |
| Avance Deportivo                 | Conducido por Arístides Pineda. |
| Pato Deportes y Pato Comentarios | Conducido por Raúl Alfaro. |
| Último Minuto Deportivo          | Escrito por el periodista Roy Archila y leído por Alfredo Aguilar Umaña.                                                                      |
| La Ronda de los Deportes         | Programa donde intervenían todas las emisoras que integraban SERCANO (Servicio Centroamericano de Noticias). Conducido por Hugo Adiel Castro. |

Entre los programas cómicos estaban:
| Crisantemina SiempreViva Ipeacuana | Dirigido, producido y hablado por Hernán Quezada y René Alfonso Lacayo.      |
| ---------------------------------- | ---------------------------------------------------------------------------- |
| Pánfilo a Puras Cachas             | Dirigido, producido y hablado por Mauricio Bojórquez y María Teresa Moreira. |
| Dimas y Gestas                     | Producido, dirigido y hablado por Mauricio Driótez y José Roberto Reyes.     |
| Chistes Manganzones                | Un programa con la intención de recordar al locutor Guillermo Hernández.     |

Entre los programas culturales se encontraba "Miscelánea KL", en el que se daban a conocer varios aspectos de interés general a manera de comentario o información.
La programación musical era variada, comenzando por la música romántica en la mañana, para pasar a la música instrumental, ranchera o boleros en la tarde y en la noche.
Para la década del 80, la radio mantenía "Radio Informaciones KL" y "Sucesos de Hoy". El domingo emitían "Enfoque noticioso dominical", bajo la conducción de Raúl Beltrán Bonilla.
En el área deportiva se emitía en 1983 el programa "Actualidad Deportiva", a cargo de Carlos Alberto Osorio, el cual todavía se mantiene dentro de la programación.
En el área humorística se mantenía el programa "Crisantemina SiempreViva", y había vuelto para 1984 "Pánfilo a Puras Cachas".
Radio YSKL destacó por su apoyo a la música salvadoreña en su época dorada mediante su programa La hora nacional del aficionado, transmitida en vivo desde su estudio y en el cual muchos cantantes y agrupaciones hicieron su debut en el mundo artístico destacando Los Intocables y Los Vikings.
Dado su alcance nacional, YSKL ha estado presente en los grandes acontecimientos de la historia salvadoreña desde el momento de su fundación, destacando los grandes logros deportivos, especialmente la clasificación de la selección nacional de El Salvador a los campeonatos mundiales de fútbol de 1970 y 1982, así como las transformaciones políticas durante el conflicto armado.
Actualmente El Personal De YSKL Se Encuentra Estructurado de La Siguiente Manera:
Presidencia: ING. Manuel Flores
Dirección De General: Saul Ayala
Dirección De Noticias: Nery Mabel Reyes
Dirección De Deportes: Carlos Aranzamendi
Voces Comerciales Y De Noticias: Daniel Molina, Francisco Sigüenza, Moisés Salazar

## Emisiones
YSKL emite tanto por frecuencia modulada (FM) como por amplitud modulada (AM), así como a través de aplicaciones para dispositivos móviles e internet.
Su horario de transmisiones inicia diariamente a las 4:00 de la mañana (hora local) y finaliza entre las 22:00 horas y la 1:00 de la mañana del día siguiente, durante este periodo hace 3 emisiones de noticias nacionales e internacionales (de lunes a viernes: a las 6:00, 11:30 y 22:00 horas; dos emisiones a las 6:00 y 11:30 horas los sábados; una sola emisión a las 22:00 horas los domingos), así como varios bloques musicales monotemáticos y diversos, de actualidad deportiva y de opinión. Los fines de semana cabe destacar la emisión un bloque musical desde las 21:30 horas del sábado a 1:00 del domingo, así como narraciones en vivo e información sobre los juegos de las ligas de fútbol profesional (en simultáneo) a nivel nacional.

### Programación Actual De YSKL
- Alegre Amanecer
- La Fórmula KL
- KL Mujer
- Actualidad Deportiva
- La Tarde Poderosa
- Rebobinando
- Sentimientos
- Cae La Noche
- Remembranzas
- La Máquina de Los Recuerdos
- GOL De KL
- Mundo Deportivo KL (Con Raul Beltrán Bonilla)
- KL Pachangón
- La Cantera
- Fuera De Línea
- La Risa Es Saludable
- Las Cosas Como Son
- De Regreso (Con Ivonne Venciana)
- Incluso Programas de Los Equipos del Fútbol Salvadoreño, Por Ejemplo: Alianza Radio, Zona Gallera Radio, La Hora Del Dragón, Actualidad Limeña, entre Otros.
- Marito Rivera Radio (Programa de Marito Rivera Y Su Grupo Bravo)

## YSKL era digital
Podemos definir Era Digital como el momento histórico de síntesis de información; esto es, la búsqueda incansable de descifrar la unidad mínima de información que se puede establecer entre un transmisor y un receptor. (Carlos Zarzalejo Dr. en Educación - Msc en Gerencia)
Las formas de comunicación que la radio YSKL ha utilizado para irse adaptando a la digitalización y seguir en la competencia son las redes sociales como tal.  Las cuales se utilizan para informar y entretener a la audiencia. Actualmente en el entorno un medio de comunicación no puede existir sin las redes sociales. Francisco Sigüenza explicó que  es un error considerar que la redes sociales son competencia del medio, al contrario son herramientas que complementan el medio principal y le ayudan a diversificar y proyectarse.
José Luis Morales también afirma que antes en cabina se tenía que estar sacando los discos, limpiandolos, poniéndolos, ajustando la aguja y ahora no. Hoy en día existen programas digitalizados que facilitan la programación de música. Complacer a los oyentes es más fácil. Comentó que cuando comenzó a escuchar sobre la expresión “era digital” se preguntaba ¿A qué se refiere con la era digital? “Porque uno de los acontecimientos más grandes que habíamos vivido era el lanzamiento del CD, que con eso las estaciones de radio  comenzaron a evolucionar.” 